# Tenzing Norgay
Tenzing Norgay  (Tengboche, Nepal, 29 de mayo de 1914 – Darjeeling, India, 9 de mayo de 1986) fue un guía sherpa nepalí, que junto a Edmund Hillary consiguió por primera vez alcanzar la cima del Everest el 29 de mayo de 1953 y regresar vivo de ella.

## Primeros años
Existen relatos contradictorios sobre los primeros años de Tenzing. En su autobiografía, escribió que era un sherpa nacido y criado en Tengboche, Khumbu, en el noreste de Nepal. En una entrevista concedida en 1985 a All India Radio, dijo que sus padres procedían del Tíbet, pero que él había nacido en Nepal. Según muchos relatos posteriores, incluido un libro coescrito por su hijo Jamling Tenzin Norgay, nació en Tíbet, en Tse Chu, en el valle de Kama, y creció en Thame. Pasó su primera infancia en Kharta, cerca del norte del país. De niño, Norgay fue a Nepal a trabajar para una familia sherpa en Khumbu. 
Khumbu se encuentra cerca del Everest, al que los tibetanos y los sherpas llaman Chomolungma; en tibetano estándar, ese nombre significa "Santa Madre", o diosa de la cumbre. El budismo es la religión tradicional de los sherpas y los tibetanos, y Norgay era budista.
Aunque se desconoce su fecha exacta de nacimiento, supo que fue a finales de mayo, por el clima y las cosechas. Tras su ascensión al Everest el 29 de mayo de 1953, decidió celebrar su cumpleaños ese día a partir de entonces. Su año de nacimiento, según el calendario tibetano, fue el Año del Conejo, por lo que es probable que naciera en 1914, lo que concuerda con la afirmación de Hunt de que tenía 39 años en 1953 y se había "establecido no sólo como el alpinista más destacado de su raza, sino como un alpinista de talla mundial".
Tenzing se llamaba originalmente "Namgyal Wangdi", pero de niño le cambiaron el nombre por consejo del lama principal y fundador del monasterio de Rongbuk, Ngawang Tenzin Norbu. "Tenzing Norgay" se traduce como "rico-afortunado-seguidor-de-la-religión". Su padre, pastor tibetano de yaks, era Ghang La Mingma (fallecido en 1949), y su madre, tibetana, Dokmo Kinzom. Vivió para verle escalar el Everest. Tenzing fue el undécimo de trece hermanos, varios de los cuales murieron jóvenes.
Tenzing se escapó de casa dos veces en su adolescencia, primero a Katmandú y después a Darjeeling (India), que en aquella época era el punto de partida de la mayoría de las expediciones al Himalaya oriental. Una vez fue enviado al monasterio de Tengboche para hacerse monje, pero decidió que eso no era para él y se marchó. A los 19 años se estableció en la comunidad sherpa del distrito de Too Song Busti, en Darjeeling.

## Montañismo
La primera vez que intentaron subir a la montaña fue en 1936, y con la expedición de E. Shipton al Garhwal. Posteriormente tomó parte en la expedición británica al Everest de 1938, y luego en la expedición de Nanda Devi que fue uno de los franceses que intentó subir en 1951 y dos expediciones suizas al Everest en 1952 dirigidas por Raymond Lambert que querían ser los primeros en subir al Everest. En la última expedición, Tenzing Norgay y Edmund Hillary llegaron por primera vez a los 8848 m de altura en una hazaña nunca lograda hasta entonces por ninguna persona.
Tenzing Norgay y Edmund Hillary se hicieron famosos cuando alcanzaron la cima del monte Everest a las 11:30 de la mañana del 29 de mayo de 1953. Tenzing, junto con Hillary, coronó la célebre montaña formando parte de la expedición británica liderada por el coronel John Hunt.
Después Tenzing fue muy adulado y reconocido por la India y Nepal. Hillary y Hunt fueron nombrados caballeros por la joven reina Isabel II, mientras que Tenzing recibió la Medalla del Imperio Británico por sus esfuerzos con la expedición. Se ha rumoreado que el primer ministro indio, Jawaharlal Nehru, denegó el permiso para que Tenzing fuera nombrado caballero, cosa a la que tenía derecho al igual que Hillary y Hunt como súbditos de la Corona británica.
Tenzing y Hillary fueron los primeros en poner sus pies de manera concluyente en la cima del Monte Everest. Pero los periodistas fueron persistentes al repetir la pregunta de ¿cuál de los dos hombres tenía derecho a la gloria de ser el primero?, y que el otro no era más que el segundo. El coronel Hunt declaró: "llegaron juntos, como un equipo".
En 1978 Tenzing y Edmund fundaron una empresa dedicada a ofrecer servicios a los numerosos alpinistas y excursionistas que visitaban el Everest en Nepal cada año.
Tenzing Norgay se casó tres veces. Su primera mujer murió joven; con ella tuvo un hijo, que murió cuando era niño, y dos hijas que se llaman Nima y Pem. Su segunda mujer fue Ang Lahmu. Posteriormente tomó una tercera esposa cuando la segunda aún vivía, cosa permitida por las costumbres sherpas, y tuvo su tercer hijo, Jamling Tenzing Norgay, que ha continuado la tradición que inició su padre y subió al Everest en 1996.
Tenzing murió a causa de un derrame cerebral en Darjeeling, Bengala Occidental, India, en 1986, a la edad de 71 años.

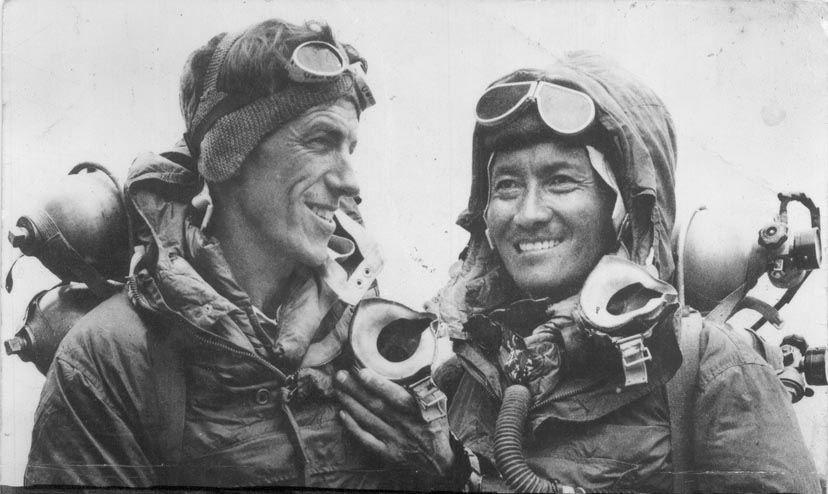
Edmund Hillary y Tenzing Norgay en 1953
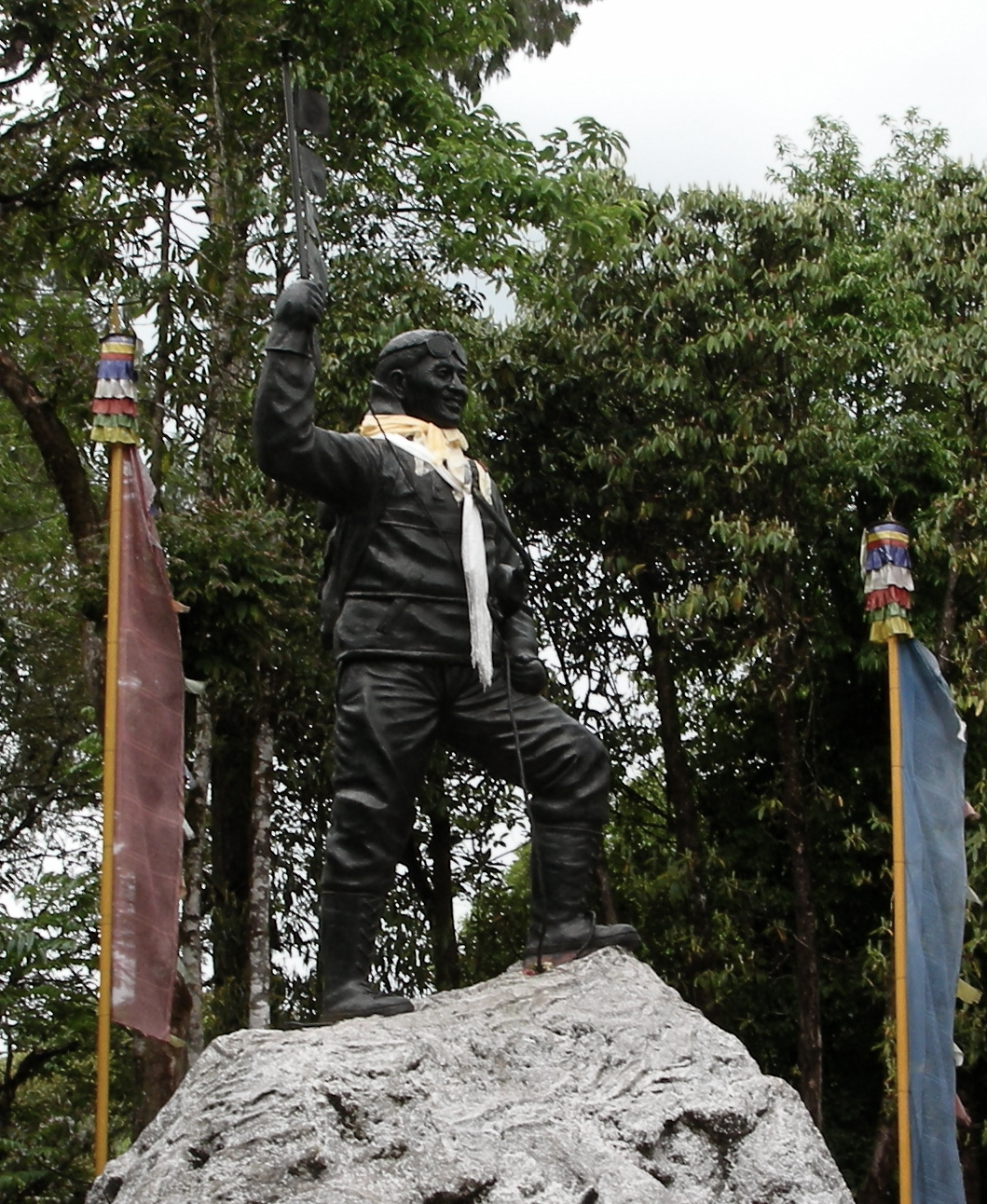
Estatua de Tenzing Norgay en el Himalayan Mountaineering Institute
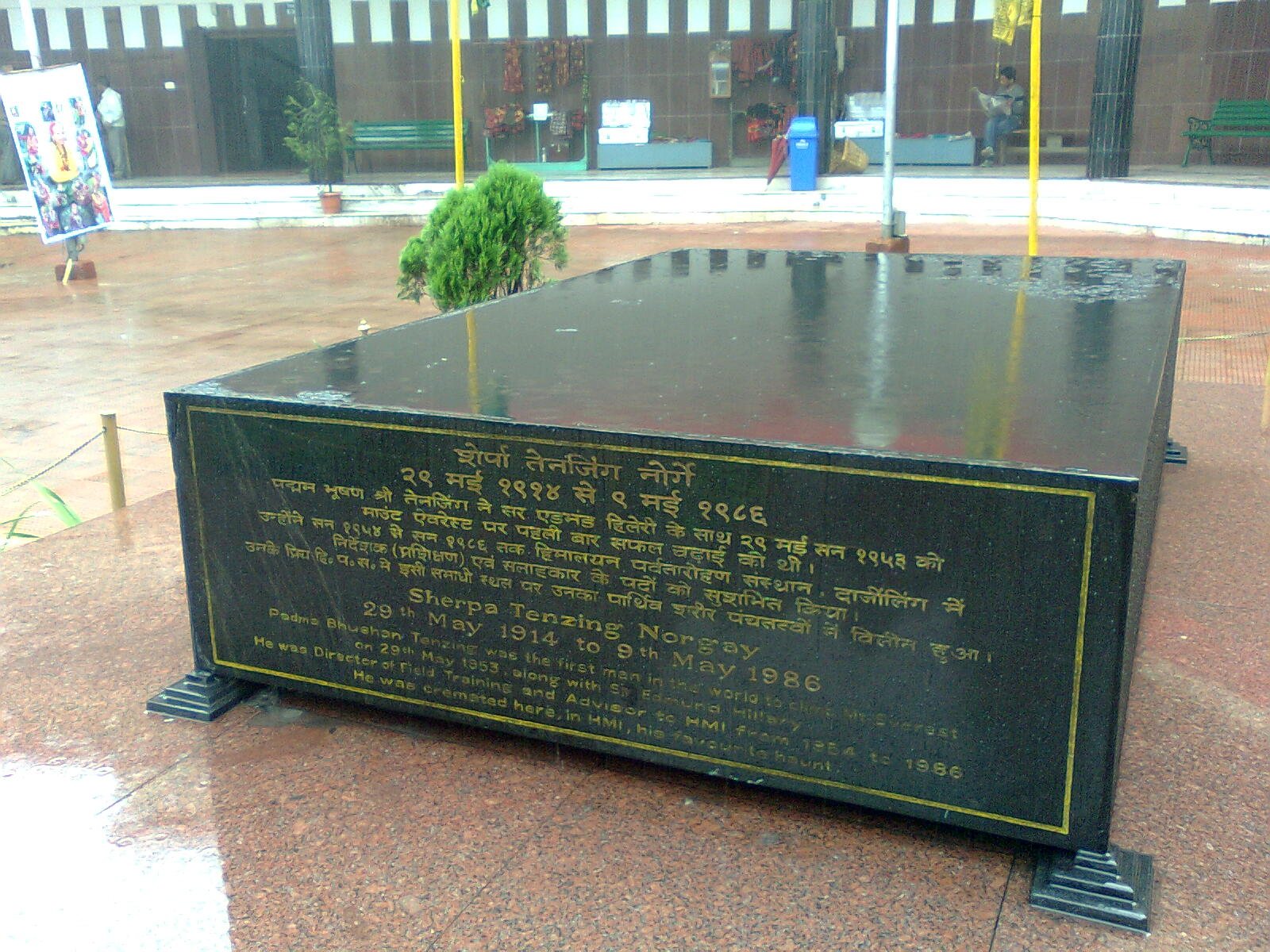
Monumento conmemorativo a Tenzing Norgay

## Éxito en el Everest
En 1953, Tenzing Norgay participó en la expedición de John Hunt; Tenzing había estado previamente en el Everest seis veces (y Hunt tres). Un miembro del equipo era Edmund Hillary, que estuvo a punto de fracasar tras una caída en una grieta, pero se salvó de tocar el fondo gracias a la rápida acción de Norgay al asegurar la cuerda con su piolet, lo que llevó a Hillary a considerarle el compañero de escalada preferido para cualquier futuro intento de cumbre.
En aquella época, los informes de los periódicos se referían a él de diversas maneras como Tensing, Tenzing, Tenzing Bhotia, Tenzing Norgay, Tensing Norkey, Tenzing Sherpa o Dan Shin, como sugirió un académico indio.
La expedición de Hunt contó con más de 400 personas, incluidos 362 portadores, 20  guías sherpas y 10 000 libras (4535,9 kg) de equipaje, y, como muchas expediciones de este tipo, fue un trabajo en equipo.
La expedición estableció el campamento base en marzo de 1953. Hillary escribió en 1975 acerca de su primer encuentro con Norgay en Katmandú el 5 de marzo de 1953:
Estaba ansioso por conocer a Tenzing Norgay. Su reputación había sido impresionante incluso antes de sus dos grandes esfuerzos con la expedición suiza... Tenzing realmente daba la talla: más corpulento que la mayoría de los sherpas, era muy fuerte y activo; su sonrisa centelleante era irresistible; y era increíblemente paciente con todas nuestras preguntas y peticiones. Su éxito en el pasado le había dado una gran confianza física; creo que ya entonces esperaba formar parte del grupo de asalto final... Sin embargo, me llegó un mensaje muy positivo: Tenzing tenía una ambición personal mucho mayor que cualquier otro sherpa que hubiera conocido.
Trabajando lentamente, la expedición estableció su penúltimo campamento en el Collado Sur, a 25 900 pies (7894,3 m). El 26 de mayo, Tom Bourdillon y Charles Evans intentaron la ascensión, pero dieron marcha atrás al fallar el sistema de oxígeno de Evans. La pareja había llegado a la Cumbre Sur, acercándose a 91 m (300 pies verticales) de la cima. Hunt indicó entonces a Norgay y Hillary que se dirigieran a la cumbre.
La nieve y el viento los retuvieron en el Collado Sur durante dos días. Salieron el 28 de mayo con un trío de apoyo formado por Ang Nyima, Alfred Gregory y George Lowe. Norgay y Hillary montaron una tienda a 27 900 pies (8503,9 m) el 28 de mayo mientras su grupo de apoyo regresaba montaña abajo. A la mañana siguiente, Hillary descubrió que sus botas se habían congelado fuera de la tienda. Pasó dos horas calentándolas antes de que él y Tenzing intentaran el ascenso final, llevando 30 libras (13,6 kg) mochilas. La última parte de la ascensión comprendía una 40 pies (12,2 m) pared rocosa más tarde llamada el "Escalón Hillary". Hillary vio una manera de abrirse paso por una grieta en la cara entre la pared de roca y el hielo, y Norgay le siguió.
A partir de ahí, el siguiente esfuerzo fue relativamente sencillo. Alcanzaron la cumbre del Everest 29 028 pies (8847,7 m), el punto más alto de la Tierra, a las 11:30 de la mañana. Como dijo Hillary: "Unos cuantos golpes más del piolet en la nieve firme, y estábamos en la cima."

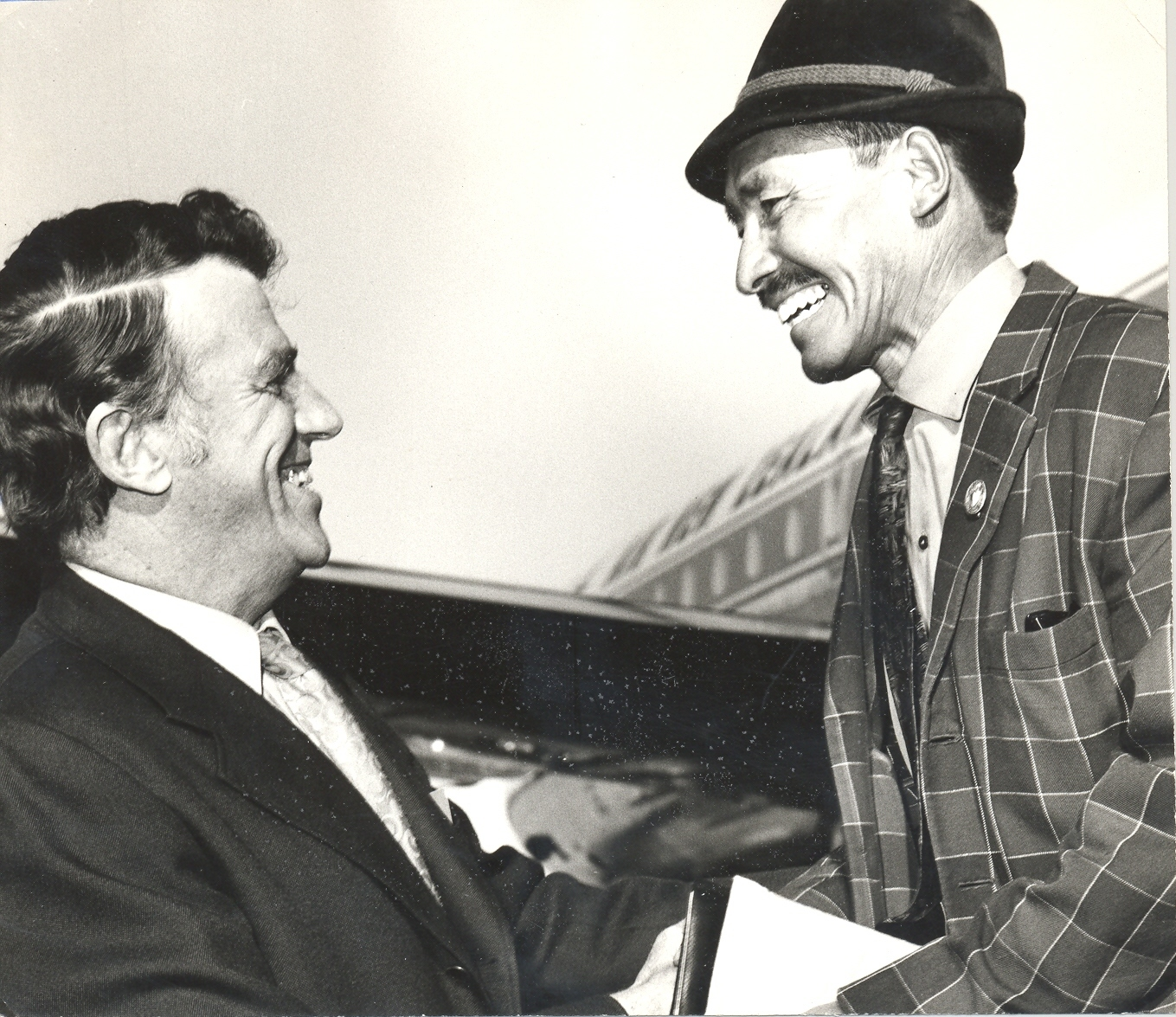
Edmund Hillary saluda a Tenzing Norgay, c. 1971.

Sólo pasaron unos 15 minutos en la cumbre. Hillary tomó la famosa foto de Norgay posando con su piolet, pero como Norgay nunca había utilizado una cámara, la ascensión de Hillary no quedó registrada. Sin embargo, según la autobiografía de Norgay El hombre del Everest, cuando Norgay se ofreció a tomar la fotografía de Hillary, éste se negó: "Le hice un gesto a Hillary para que le tomara la foto. Pero por alguna razón negó con la cabeza; no quería".  Se tomaron fotos adicionales mirando hacia abajo de la montaña, con el fin de volver a asegurarse de que habían llegado a la cima y documentar que el ascenso no había sido fingido.  Los dos tuvieron que tener cuidado en el descenso tras descubrir que la nieve a la deriva había cubierto sus huellas, complicando la tarea de volver sobre sus pasos. La primera persona con la que se encontraron fue Lowe, que había subido a su encuentro con sopa caliente.
Posteriormente, Norgay fue recibido con gran adulación en Nepal y la India. Hillary y Hunt fueron nombrados caballeros por la reina Isabel II, mientras que Norgay recibió la George Medal por sus esfuerzos en la expedición.  Se ha sugerido que el primer ministro indio Jawaharlal Nehru denegó el permiso para que Norgay fuera nombrado caballero.

Ha sido un largo camino ... De un coolie de montaña, portador de cargas, a un portador de un abrigo con hileras de medallas que es transportado en aviones y se preocupa por el impuesto sobre la renta.

No obstante, hubo cierta desigualdad, según National Geographic,
"Hillary fue nombrado caballero por ser la primera persona conocida que escaló la cima del Everest. Pero Tenzing, que alcanzó simultáneamente su cima, sólo recibió una medalla honorífica. En los años transcurridos desde entonces ha crecido el malestar por la falta de reconocimiento oficial"
Norgay y Hillary fueron los primeros en pisar de forma concluyente la cumbre del Everest, pero los periodistas repetían insistentemente la pregunta: "¿Cuál de los dos hombres tenía derecho a la gloria de ser el primero, y quién era simplemente el segundo, el seguidor?". El coronel Hunt, jefe de la expedición, declaró: "Lo alcanzaron juntos, como un equipo"."
Norgay acabó con las especulaciones revelando que Hillary fue el primero en su autobiografía de 1955. Fue escrita por el escritor estadounidense James Ramsay Ullman, ya que Tenzing hablaba varios idiomas pero no sabía leer ni escribir. Estaban atados a seis pies de distancia, con la mayor parte de la cuerda de 30 pies en bucles en la mano:
Un poco más abajo de la cumbre Hillary y yo nos detuvimos. ... No pensaba en 'primero' y 'segundo'. No me dije a mí mismo, hay una manzana de oro allí arriba. Empujaré a Hillary a un lado y correré hacia ella. Avanzamos despacio, con paso firme. Y entonces llegamos. Hillary subió primero. Y yo subí después de él ... Ahora se dice la verdad. Y estoy listo para ser juzgado por ella.

## Eponimia
El asteroide (6481) Tenzing fue nombrado así en su honor.